# Chrysophyllum brenesii
Chrysophyllum brenesii – gatunek drzew należących do rodziny sączyńcowatych. Występuje w Ameryce Środkowej, na obszarze od Hondurasu do Przesmyku Panamskiego.